# Les Sept Solitudes de Lorsa Lopez
Les Sept Solitudes de Lorsa Lopez est un roman de Sony Labou Tansi paru en 1985 aux éditions du Seuil à Paris ayant reçu la palme de la Francophonie. Il traite de la situation de la femme africaine déshonorée dans la société.

## Résumé
Lorsa Lopez est un homme connu dans la ville de Valencia. Quelques jours après la mort de sa femme Estina Benta, une rumeur circule disant que Lopez a tué son épouse. En réalité, il est responsable d'avoir tué Benta tout en la déshonorant elle et les femmes. Estina Branzario mène une campagne visant à lutter contre toutes les discriminations.

## Méthode d'écriture, structure et style
Les Sept solitudes de Lorsa Lopez illustre un mode de production de texte propre à Sony Labou Tansi. L'auteur écrit sur des carnets d'écolier qu'il remplit en ressassant les mêmes histoires dans le but de créer une énergie poétique, une vie des mots: 
"Je me suis choisi quelque chose qui m’aide beaucoup, c’est-à-dire que j’écris sur les cahiers d’écolier. Les cahiers comme vous en voyez là en face de vous, les cahiers de 300 pages. Généralement, je remplis ces cahiers de bout en bout, et quand c’est fini, je recommence, je reprends la même histoire, je la raconte différemment mais sur un autre cahier."

"Tous ces mots ; c’est des morceaux de moi, ça ne tombe pas ; ça ne reste pas. Jeu de cellules. C’est vivant José ces mots ci. Sont pas morts. C’est des guirlandes d’anguilles ; tous vivants. Ça m’ajoute. Ça me maçonne." (Sony, L’atelier, 2005 : 34)
En résulte un texte dont la nature romanesque (au sens commun du terme) est à remettre en question. De nombreux personnages sont nommés, prennent la parole, disparaissent en une ligne, et le livre avance par digressions et sauts temporels. Le texte se présente sous la forme de trajectoires diverses, intriquées les unes dans les autres. L'intrigue elle-même se trouve alors déstructurée. Cette particularité se retrouve également dans la taille des chapitres extrêmement variable. Les sept chapitres de l'ouvrage, dont le nombre revoie au titre de l'œuvre, construisent cependant une cohérence autre qui s'articule autour de critères nouveaux. On constate par exemple un amenuisement du nombre de pages par chapitre tout au long du texte. La structure générale du texte est de plus émaillée de surgissements poétiques. On peut citer entre autres l'apparition du monstre Yogo Lobotolo Yambi.
 
Le projet littéraire de Sony Labou Tansi s'inscrit avec ce livre dans une entreprise plus large de déstabilisation de la langue française "de l'intérieure". En tant que langue du colon elle incarne et soutient un système de domination qu'il s'agit de retourner contre lui-même.  Ce "nouveau français" est la conséquence d'une expérience scolaire traumatique. En effet l'école est le lieu d'apprentissage d'une langue dont Sony Labou Tansi dira qu'elle constitue une violence en elle-même: 
"J'écris en français parce que c'est dans cette langue-là que le peuple dont je témoigne a été violé, c'est dans cette langue-là que moi-même j'ai été violé. Je me souviens de ma virginité. Et mes rapports avec la langue française sont des rapports de force majeure oui, finalement. Il faut dire que s'il y a, du français et de moi, quelqu'un qui soit en position de force, ce n'est pas le français, c'est moi. Je n'ai jamais eu recours au français, c'est lui qui a recours à moi."

## Thèmes et analyses

### Les violences, les corps et la mémoire
A de nombreuses reprises le texte présente des scènes d'une extrême violence. Dès les vingt premières pages le meurtre d'Estina Benta par son mari Lorsa Lopez inaugure une esthétique sanglante qui vise à heurter le lecteur:
"Pendant qu'elle crie à l'aide, lui est entré dans sa porcherie, en est ressorti avec une bêche , a frappé trois grand coups de mâle, la bêche s'est cassée, deux grands coups avec le manche, puis il est reparti pour ressortir avec une pioche et s'est mis à la fendre comme du bois, à la pourfendre, à arracher les tripailles fumantes, à les déchirer avec ses grosses dents de fauves, à boire le sang, pour apaiser la colère qui noue son âme."
Cette cruauté affichée tout au long du texte est exercée par les corps sur les corps, motif fondamentale de l'écriture sonyenne. Ces derniers témoignent des différentes manifestations de la violence et en archivent les traces en les restituant au lecteur. Aussi on note une fonction mémorielle du corps déchiqueté et martyrisé qui vient inscrire dans un espace symbolique la violence de la société congolaise post-coloniale. Cela ce double d'une grande diversité dans les morts de personnages. "Il y a tellement de morts. On ne sait plus laquelle mourir" fait remarquer ironiquement l'écrivain dans une de ses pièces de théâtre. De la naît un baroque de la violence qui ouvre à une "hyper-mémoire", une surproduction d'images qui déjoue l'oubli administratif consubstantiel à l'environnement post coloniale. Apparaît ici la portée politique de l'ouvrage.

Mais la violence ne prend sens que dans un certain régime de visibilité. Plus qu'une simple représentation il s'agit d'une restitution couplée à une exhibition comme ici ou le corps éparpillé dans la rage d'Estina Benta est suspendu à la manière d'une viande animale destinée à la vente. La marchandisation du corps de la femme ramène en creux la figure de la prostituée alors même que le meurtre se déroule:
"Il entre dans la porcherie, s'épongeant avec sa chemise rouge d'étincelles de sang et d'éclat de viande. 
Sort avec des crocs, pend la cuisse droite à l'arbre des palabres. 

Avec cette graisse-ci, cette bouffe, et ces porcellements."
Cette affichage défini le texte comme une expérience à part entière, un moyen de ressentir dans la chair cette violence. Le thème de la violence permet d'explorer de plusieurs façons le thème du corps dans l'écriture sonyenne dans la mesure où celle-ci vise justement à marquer le corps du lecteur. Aussi la dimension proprement hallucinatoire du texte prend ici son importance. Elle est notamment héritée d'autres écrivains congolais tel que Tchicaya U'Tamsi. On retrouve également cette fonction du texte dans le premier roman de Sony La Vie et demie qui s'ouvre sur une scène de torture visant à "tâcher" le lecteur au travers de cette expérience. Par le choc qu'elle produit, la violence pousse le lecteur à la mémoire et tend à lui imposer une trace mnésique.

### Condition des femmes
Avant même le début du texte en lui-même, dans la dédicace, Sony introduit l'un des thèmes principaux de son ouvrage:
« À tous ceux qui m'ont aidé à venir au monde (...). Et que maintenant la femme se batte avec d'autres armes que celles de la femme femelle. »
Le crime inaugurale ouvre la voie à une contestation des femmes regroupées. La meneuse, double homonymique d'Estina Benta, Estina Bronzario incarne le passage à la révolte de la communauté des femmes. Une analyse onomastique de ce personnage permet d'en dégager la nature inviolable, intouchable: Estina Bronzario est « la femme de bronze ». Alors même que l'œuvre de Sony Labou Tansi multiplie les personnages de femmes violées, battues et tuées (on pense notamment à Chaïdana dans La Vie et Demie), Les Sept solitudes de Lorsa Lopez construit une figure offensive qui initie par exemple une grève du sexe.